# Lophocampa russus
Lophocampa russus är en fjärilsart som beskrevs av Rothschild 1909. Lophocampa russus ingår i släktet Lophocampa och familjen björnspinnare. Inga underarter finns listade i Catalogue of Life.